# Dithmarscher Eiderwatt

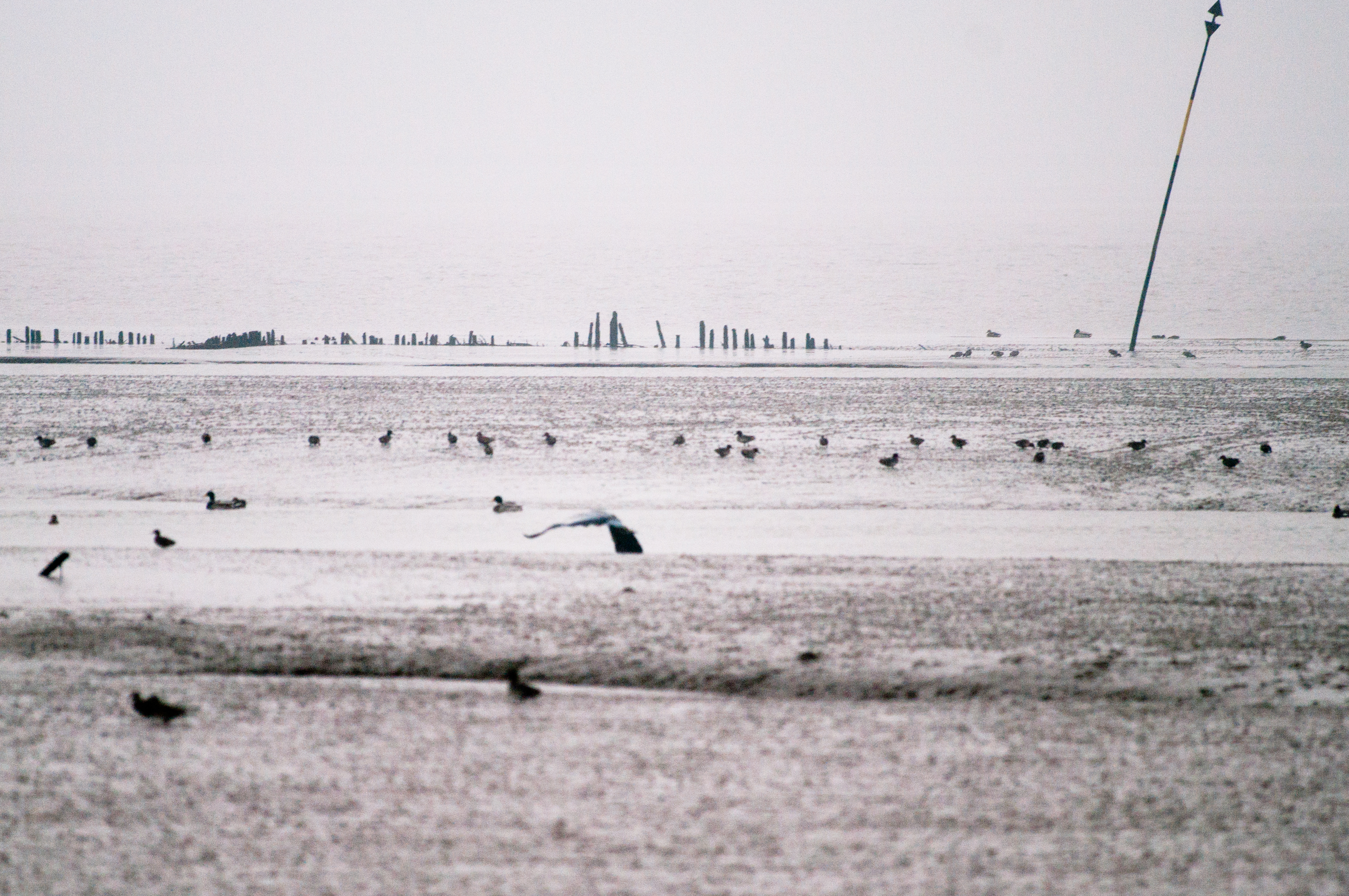
Wattflächen im Naturschutzgebiet

Das Dithmarscher Eiderwatt, offiziell Dithmarscher Eidervorland mit Watt, ist ein Naturschutzgebiet im Kreis Dithmarschen und im Kreis Nordfriesland, Schleswig-Holstein. 
Das Naturschutzgebiet befindet sich weitgehend auf der Dithmarscher Seite des Eidervorlandes vom Eidersperrwerk bis zur Eiderbrücke der Bundesstraße 5 bei Tönning. Es liegt in den Grenzen der Gemeinden Wesselburenerkoog und Karolinenkoog im Kreis Dithmarschen sowie – im Eiderbereich – teilweise auf Gebiet von Tönning im Kreis Nordfriesland. Auf der nordfriesischen Seite des Flusses liegt das Naturschutzgebiet „Grüne Insel mit Eiderwatt“ (Katinger Watt). 
Es entwickelte sich aus dem wesentlich kleineren (19,4 Hektar) großen Naturschutzgebiet „Vogelfreistätte Schülper Neuensiel“. Dieses existierte von 1930 bis 1989. Ausgeweitet wurde das NSG, um die Folgen des Eidersperrwerks auf die Natur auszugleichen, dessen Bau große Watt- und Salzwiesenflächen im Purrenstrom der Eider vernichtet hatte, was zu einem erheblichen Rückgang an Rastvögeln führte. 
In § 3 der Naturschutzverordnung heißt es: „Das Naturschutzgebiet dient der Erhaltung eines Feuchtgebietes im tidebeeinflussten Salz- und Brackwasserbereich des Eiderästuars mit Watt- und Vorlandflächen und der an diesen Lebensraum gebundenen charakteristischen und artenreichen Tier- und Pflanzenwelt, insbesondere den hier rastenden und brütenden Wat- und Wasservögeln sowie den hier vorkommenden wirbellosen Arten.“
Nach der Brutvogelzählung des NABU von 2006 brüteten insgesamt 35 Vogelarten mit 2165 Revierpaaren in dem Gebiet, zählt man die menschlich geprägten Gebiete um das Eidersperrwerk, den Hafen Schülperneuensiel und die Eiderbrücke hinzu, kommt man auf 43 Arten. Dominante Arten mit mindestens 5 % des Aufkommens waren Lachmöwe (22,2 %), Säbelschnäbler (13,9 %), Kiebitz (10,3 %), Austernfischer (9,6 %), Rotschenkel (9,1 %), Wiesenpieper (6,5 %) und Stockente (5,7 %). Subdominant waren Feldlerche (4,6 %), Rohrammer (4,2 %) und Küstenseeschwalbe (2,4 %), influent schließlich noch Schnatterente (1,9 %), Brandente (1,2 %) und Schafstelze (1,3 %).